# Luis Pérez (football, 1908)
Pour les articles homonymes, voir Luis González (homonymie), Luis Pérez, Pérez et Gonzalez.
Luis Pérez González est un footballeur international mexicain né le 25 août 1906 à Ahualulco de Mercado et mort le 28 mai 1963 à Mexico. Il évolue au poste d'attaquant du milieu des années 1920 au milieu des années 1940.
Formé au CD Guadalajara, il joue ensuite au Germania FV (en), au CD Marte et au Club Necaxa.
Il compte sept sélections pour trois buts inscrits en équipe du Mexique. Il dispute avec la sélection la Coupe du monde 1930 et remporte les Jeux d'Amérique centrale et des Caraïbes 1935 et 1938. Quatre de ses fils, José Luis, Carlos, Rodolfo et Mario devinrent également footballeurs au sein du Club Necaxa.

## Biographie
Luis Pérez González nait le 25 août 1908 à Ahualulco de Mercado. Il commence le football au CD Guadalajara en compagnie de son cousin Tomás Pérez, surnommé « Pichojos » en raison de son regard. À la mort de son cousin, dans un accident de la circulation, il hérite de son surnom. Joueur de petite taille, bon technicien, il rejoint le club du Germania FV (en), basé à Mexico, à la suite d'une visite de la sélection de l'État de Jalisco. Il joue en 1929 au CD Marte avec qui il remporte le championnat avec une seule défaite en huit rencontres puis, rejoint l'année suivante, le Club Necaxa.
Le sélectionneur mexicain Juan Luque de Serralonga l'appelle en équipe nationale pour disputer la Coupe du monde 1930 en Uruguay. Il connaît sa première sélection, lors de la première rencontre de l'histoire de la Coupe du monde, disputée face à la France. Les Mexicains s'inclinent sur le score de quatre buts à un. Il dispute également la seconde rencontre de groupe, perdue trois buts à zéro face au Chili où il est l'un des rares Mexicains à se procurer une occasion de marquer.
Champion du Mexique avec son club en 1933 et 1935, il remporte, la même année, avec la sélection, les Jeux d'Amérique centrale et des Caraïbes, le premier trophée remporté par les Mexicains,. En club, il gagne de nouveau le titre en 1937 et 1938 et l'équipe est alors surnommée les Once Hermanos, les onze frères. En 1938, il remporte de nouveau les Jeux d'Amérique centrale et des Caraïbes avec l'équipe nationale lors de ses dernières apparitions sous le maillot national.
Il arrête le football en 1943 quand le Club Necaxa refuse de passer professionnel et travaille alors dans l'entreprise  Luz y Fuerza. Victime à l'âge de 50 ans d'une cataracte, il meurt à 55 ans. Quatre de ses fils José Luis, Carlos, Rodolfo et Mario deviennent, après sa mort, footballeurs au sein du Club Necaxa.

## Palmarès
Luis « Pichojos » Pérez remporte le championnat du Mexique 1929 avec le CD Marte. Vice-champion en 1932 avec le Club Necaxa, il remporte le titre en 1933, 1935, 1937 et 1938, et termine de nouveau vice-champion en 1940. Le Club Necaxa remporte également à cette période la Coupe du Mexique en 1933 et 1936 et, est finaliste de la compétition en 1940 et 1941.
Il compte sept sélections pour trois buts inscrits en équipe du Mexique. Il dispute avec la sélection la Coupe du monde 1930 et remporte les Jeux d'Amérique centrale et des Caraïbes 1935 et 1938.